# Aitor Fresán
Aitor Fresán Oroz (Pamplona, Navarra, 18 de marzo de 1976) es un exfutbolista español que se desempeñaba como defensor.

## Clubes
| Club              | País   | Año         |
| ----------------- | ------ | ----------- |
| CA Osasuna        | España | 1994 - 2000 |
| Albacete Balompié | España | 2000 - 2002 |
| CD Ourense        | España | 2002 - 2005 |
| UB Conquense      | España | 2005 - 2006 |